# Al lupo! Al lupo!
Al lupo! Al lupo! è una favola attribuita a Esopo.

## Trama
In un villaggio viveva un pastorello che di notte doveva fare la guardia alle pecore di suo padre. Si annoiava e quindi, decise di fare uno scherzo: mentre le altre persone erano a dormire egli cominciò a gridare: "Al lupo, al lupo!", così tutti si svegliarono e accorsero per aiutarlo. Ma il pastore burlone rivela loro che era uno scherzo. 
Questo scherzo continuò per parecchi giorni, fino ad una notte in cui un lupo venne veramente. Il pastore cominciò a gridare: "Al lupo, al lupo!", ma nessuno venne ad aiutarlo perché tutti pensarono che fosse il solito scherzo. 
Così il lupo divorò tutte le pecore (altre versioni successive all'originale narrano che fu il pastorello ad essere divorato).

## Morale
Se si mente troppo si finisce per non essere creduti, anche quando si dice la verità.

## Citazioni
- Vladimir Nabokov, il celebre scrittore russo, si riferisce alla trama della favola nelle Lezioni di letteratura, capitolo "Buoni lettori e buoni scrittori": «La letteratura non è nata il giorno in cui un ragazzo, gridando al lupo al lupo, uscì di corsa dalla valle di Neanderthal con un gran lupo grigio alle calcagna: è nata il giorno in cui un ragazzo arrivò gridando al lupo al lupo, e non c'erano lupi dietro di lui.».
- Gli Style Council, gruppo musicale inglese capitanato da Paul Weller, pubblicarono la canzone The Boy Who Cried Wolf (Il ragazzo che gridava al lupo) nel loro album Our Favorite Shop.
- Nel nono episodio della 2ª stagione della serie tv Dr. House, il protagonista Gregory House cita questa favola riguardo ad una paziente affetta dalla Sindrome di Münchhausen. Sempre nella stessa serie, nel secondo episodio della quinta stagione, un'infermiera chiede ironicamente al protagonista se conosce questa storia, dopo che egli aveva ripetutamente premuto il richiamo di emergenza nonostante le futili motivazioni.
- Il cartone Disney sequel de I tre porcellini (1933), I tre lupetti (1936) inizia in modo simile alla fiaba, citando il racconto.
- Un cortometraggio di Mighty Mouse inizia con un palese riferimento alla fiaba, in cui però è un capretto nero a spaventare il suo gregge e il cane pastore.
- Viene citata nel film Bianco, rosso e Verdone.
- È usata come riferimento in un episodio de I Simpson.
- È la base di un episodio di Baby Looney Tunes, con protagonista Petunia e con gli stessi insegnamenti.
- Viene citata nella quarta puntata della seconda stagione di After Life, perché il cognato del protagonista gli chiede di dire che vuole suicidarsi per evitare di incontrare una collega.
- È menzionata in Melevisione.
- Nella sessantaseiesima puntata di Star Trek: Deep Space Nine, il dr. Bashir racconta la favola a Garak, concludendo la storia con la spiegazione della morale. Garak dissente e risponde che la vera morale è: non raccontare mai la stessa menzogna due volte.

## Adattamenti
In alcuni adattamenti della storia, è spesso il pastore a fare la triste fine invece delle pecore.
- La favola viene adattata nella serie Le più belle favole del mondo (1976), dove il pastore grida al lupo solo per essere lodato dagli altri bambini.
- Nella prima parte del film Manga Aesop Monogatari (1983), viene ripreso il tema della storia.
- nella serie anime Le favole di Esopo (1983), la favola viene adattata nel episodio 9.
- Nell'anime One Piece (1999), Usop, ogni giorno spaventa i suoi paesani facendo credere che i pirati fossero arrivati a razziare il villaggio, ma quando arrivano veramente nessuno gli crede, proprio come nella favola.
- Un altro anime in cui è adattato il racconto per bambini è nell'anime Il teatrino delle fiabe di Hello Kitty (2001), il cartone ripropone fiabe antiche interpretate dai personaggi del franchise di Hello Kitty.
- Infine viene adattata anche in Il teatro di Esopo.